# NRS-2
Le NRS-2 (en russe : Нож Разведчика Стреляющий, « Couteau tireur d’éclaireur »), indice GRAU officiel 6P25U, est une arme combinée réunissant une lame de couteau et un pistolet à un coup conçu pour tirer une cartouche SP-4 (СП-4) de 7,62 × 41 mm, conçue à l’origine pour le pistolet silencieux PSS.
Il a été fabriqué par l’usine d’armes de Toula pour les troupes soviétiques Spetsnaz dans les années 1980, et il est toujours utilisé comme arme de défense personnelle par les troupes Spetsnaz modernes et les groupes spéciaux des forces de l’ordre. Le NRS-2 est conçu pour poignarder avec sa lame ou être lancé, ou pour tirer à des distances allant jusqu’à 25 mètres.

## Mécanisme de tir
Pour charger le mécanisme de tir, le levier d’ouverture est pressé et le canon est tourné hors du manche du couteau, puis la cartouche est insérée dans la chambre de tir, le canon est réinséré dans le manche et remis en place à l’aide de deux broches qui s’insèrent dans le loquet extérieur. La manette rabattable sur le côté droit du NRS-2 est tirée pour armer le percuteur interne. Avant de tirer, la manette de sécurité située à côté du canon doit être tournée en position « feu ». Ensuite, la main gauche de l’utilisateur est utilisée pour tenir le dessous du manche, et la main droite est maintenue contre le côté droit, l’index droit étant placé sur la détente à bouton-poussoir à simple action, située au-dessus de la manette de sécurité à côté du canon du pistolet.

## Couteau de survie NR-2
Une version modifiée du NRS-2, le NR-2, a également été développée. Le mécanisme de tir y est remplacé par un kit contenant un équipement de survie.